# عليا قراييفا
عليا نورغانيوفنا قراييفا (بالتتارية: Алия Нургаян кызы Гәрәева)‏ هي لاعبة جمباز فني روسية المولد أذربيجانية الجنسية ولدت في يوم 1 يناير 1988 في مدينة يكاترينبورغ في روسيا. أبرز إنجازاتها هو فوزها بالميدالية الفضية في بطولة العالم في باكو في سنة 2009، كما فازت بسبعة ميداليات برونزية أخرى.